# Bazadaise
La bazadaise est une race bovine française. Elle est originaire du sud de la Gironde. Elle tire son nom de la ville de Bazas. 

## Origine

### Génétique
Les sources ne manquent pas pour expliquer l'origine de la bazadaise. Une thèse de Courrègelongue, en 1869 la dit déjà connue des Romains et un vétérinaire, en 1848, l'estime être un vestige du passage des Maures, au VIIIe siècle. Cette thèse est précisée en 1929, la faisant provenir d'un métissage entre rameau aquitain et des races espagnoles. Pour Philippe J. Dubois, plusieurs de ces provenances peuvent être validées dans un brassage ancien qui aboutira plus tard à la bazadaise.
Le Herd Book de la race bazadaise fut créé le 31 juillet 1896 par Marcel Courrégelongue, sénateur et maire de Bazas. Sa gestion est confiée à une Unité nationale de sélection et de promotion de race depuis 2003. Depuis 2008, un organisme de sélection, « Excellence bazadaise», lui est dédié.

### Géographique
La race Bazadaise est originaire des pâturages autour de la ville de Bazas qui lui a donné son nom. Son aire d'élevage est situé en Nouvelle-Aquitaine, aux confins des départements de Gironde, des Landes et de Lot-et-Garonne.
Si le noyau originel rassemble la majorité des effectifs, des élevages l'ont disséminée dans la région entre Garonne et Adour.

## Morphologie
Elle est reconnue à sa robe gris ardoise à nuances charbonnées, particulièrement chez les taureaux. Ses cornes sont en forme de croissants vers le bas. L'entourage des muqueuses est clair.
C'est une race de grande taille. La vache pèse environ 750 kg et le taureau 1 000 kg. Ils mesurent respectivement 140 et 145 cm au garrot.

## Aptitudes

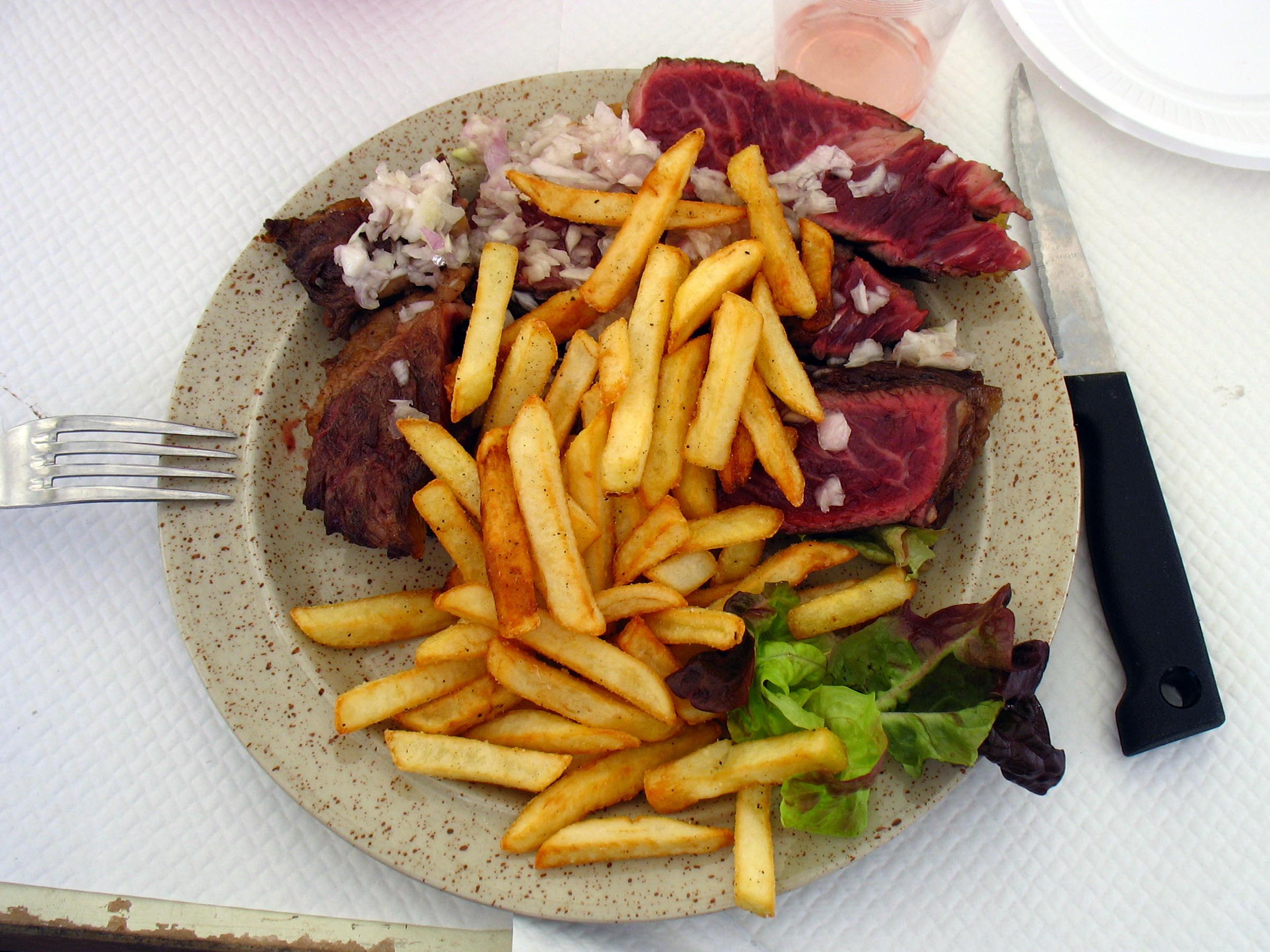
Entrecôte servie le jour de la fête des bœufs gras à Bazas.

Elle était autrefois utilisée pour le débardage du bois dans la forêt des Landes. Son fumier servait à enrichir les vignes du sud du département. La mécanisation a failli avoir raison d'elle dans les années d'après-guerre, mais sa musculature d'animal de trait lui a permis de réussir une reconversion comme race bouchère. Les effectifs en 2004 étaient de près de 8 000 animaux dont 2 500 vaches inscrites et une centaine de taureaux. Elle est même sortie de sa zone d'origine, pour les pentes pyrénéennes et plus loin encore, y compris à l'étranger puisque la race a été implantée en Australie, au Chili, en Espagne et au Royaume-Uni. Les animaux exportés ont été élevés en race pure et utilisés pour le croisement.
L'élevage pour la fourniture d'attelages de bœufs est terminé, aussi est-elle devenue une race exclusivement bouchère. Elle est rustique, vêle facilement, s'adapte au milieu sec et chaud. La finesse du squelette donne un bon rendement de carcasse. Le persillé et le grain de sa viande lui donnent une tendreté et une saveur qui a fait la réputation de l’entrecôte à la bordelaise.
Les taureaux sont recherchés en croisement pour les naissances faciles, la vitesse de croissance des jeunes et la conformation de carcasse qu'ils lèguent à leur progéniture.

## Subventions
Il existe un programme de relance de la race bazadaise afin de donner les moyens aux pépinières de mettre à disposition des futurs éleveurs, des lots de génisses reproductrices de qualité.

## Célébrations autour de la Bazadaise
La ville de Bazas, en Gironde, rend plusieurs fois dans l'année hommage à la race Bazadaise et à son lien étroit avec l'histoire locale, en particulier lors de la Promenade des bœufs gras de Bazas (le jeudi avant Mardi gras) et le 24 juin lors de la Fête de la Saint-Jean de Bazas.

## Autres
Jacques Chirac, lors de son passage au salon de l'agriculture 2006, s'exclama devant un enclos de Bazadaises: « La Bazadaise, c'est la plus petite des races à viande française, mais c'est la meilleure. »